# Вьюнковая моль-минёр
Вьюнковая моль-минёр (лат. Bedellia somnulentella) — вид чешуекрылых из семейства Bedelliidae. Ранее относили к семейству Lyonetiidae.

## Описание
Тело бабочки длинной 11-12 мм. Передние крылья серовато-бежевые. Гусеницы вначале жёлто-зелёные с зеленовато-белой линией, позже становятся тёмно-зелёными с розоватыми пятнами верхней стороне груди и брюшка. Ротовые органы направлены вперёд. Куколки первоначально имеют зелёную или красную окраску, а затем становятся темно-коричневыми.

## Образ жизни

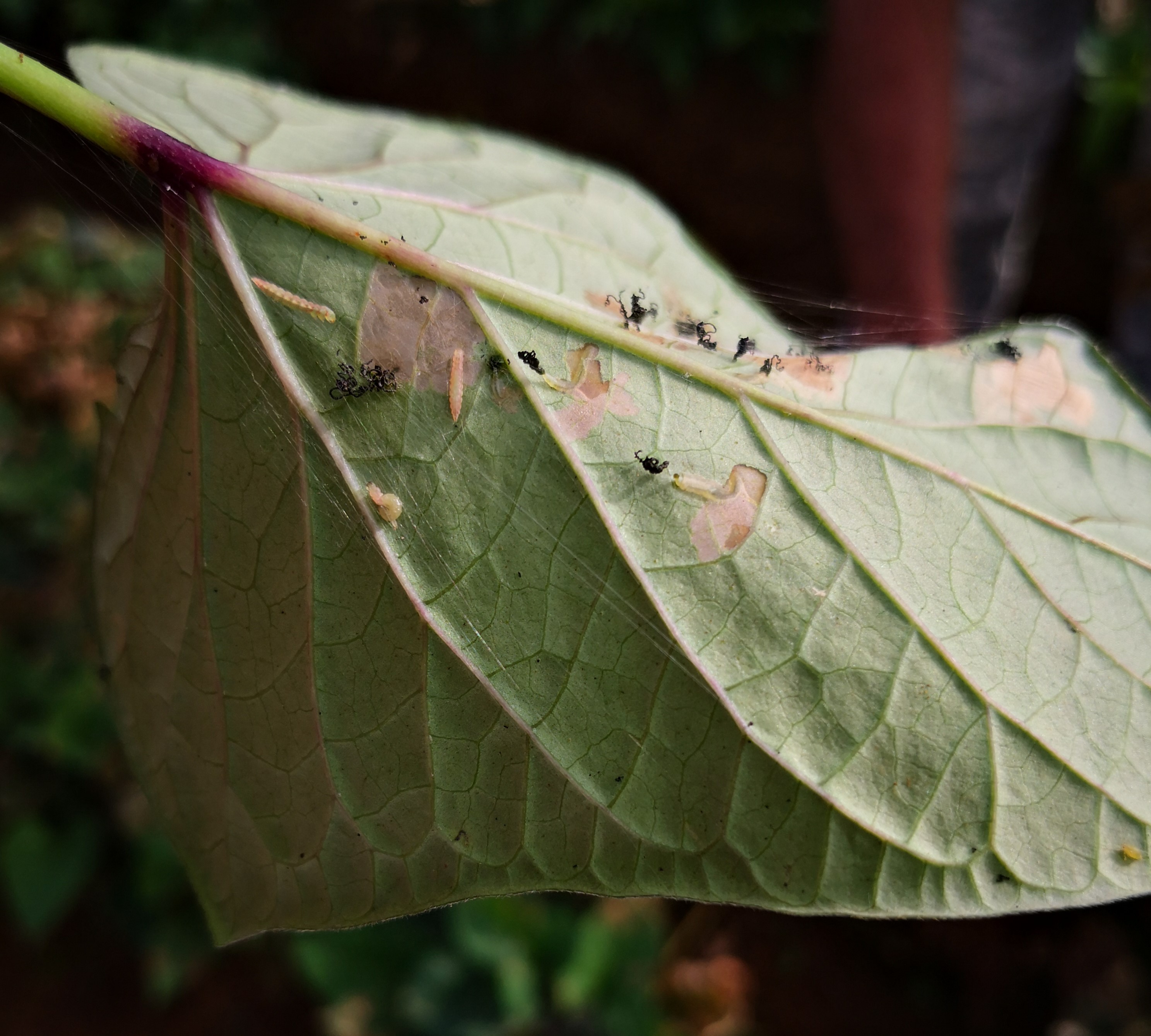
Мины вьюнковой моли-минёра

Развивается на растениях семейства вьюнковых. Гусеницы имеют пять возрастов. Образуют вначале змеевидные мины под верхним эпидермисом листа. Экстременты остаются в мине в виде узкой полоски. Гусеницы третьего возраста выходят из мины через отверстие в нижней части листа, а затем возвращаются и выедают мякоть листа, формируют пятновидные мины. Экскременты выбрасываются через отверстие. Одна гусеница может образовывать несколько мин. Средняя продолжительность развития гусениц при 23,9 °С составляет 13,2 суток. В состоянии куколки находится в среднем 5,6 суток.
Самки откладывают яйца по одному. Гусеница вылупляется примерно через 4,5 суток. Средняя плодовитость 169 яиц. Продолжительность жизни бабочек от 22 (самки) до 26 (самцы) дней.
Паразитами гусениц являются наездники Apanteles bedelliae.

## Распространение
Имеет практически всесветное распространение.